# کانتری سخت (فیلم)
کانتری سخت (به انگلیسی: Hard Country) فیلمی محصول سال ۱۹۸۱ و به کارگردانی دیوید گرین است. در این فیلم بازیگرانی همچون یان-مایکل وینسنت، کیم بیسینگر، مایکل پارکس، گایلارد سارتاین، داریل هانا، تانیا تاکر، تد نلی، ریچارد لاینبک، ریچارد مول، هنری جی. سندرز و هانک کوروین ایفای نقش کرده‌اند.